# ティミショアラ - アラド線
ティミショアラ - アラド線 (ルーマニア語: Calea ferată Timişoara–Arad) はティミシュ県の県都ティミショアラとアラド県の県都アラドを結ぶ、単線の幹線鉄道である。

## 歴史

### アラド＝テメシュヴァール鉄道会社およびハンガリーの国有化
1867年二重帝国の成立で樹立したハンガリー政府は通信相ミコー伯爵（Mikó Imre, 1805~1876）の計画案を採択して鉄道に投資することを決定した。ミコーはすでに約4800 km、25の路線を建設するプロジェクトを提案して、この路線もそこに含まれた。当時にクラプカ将軍（Klapka György, 1820~1892）はプロジェクトについて必要な政治的支援、議会の鉄道建設決定に貢献した。1868年に敷設権は1868年法律38号により私鉄会社のアラド＝テメシュヴァール鉄道会社（ハンガリー語: Arad-Temesvári Vasúttársaság, ATV）に与えられた。鉄道建設は1868年12月に開始されて、この路線は1871年4月6日に開業された。開通初期にはジグル機関車機械製作所（ドイツ語: Lokomotiv- & Maschinen-Fabrik G. Sigl）で製作されたMÁV335形蒸気機関車がこの路線に投入された。この路線はテメシュヴァールで1857年すでに開通された帝国特認オーストリア国家鉄道（k.k. privilegierte Österreichisch-ungarische Staatseisenbahn-Gesellschaft, StEG）の本線、すなわちセゲド - テメシュヴァール間と接続して、ブダペスト方面へ伸びるもう一つの路線であった。
この路線の運営はティサ鉄道が担当した。1891年国有化の際にこの路線はハンガリー国有鉄道（ハンガリー語: Magyar Államvasutak, MÁV）が引き受けた。

### ルーマニア国営鉄道
第一次世界大戦が終わった後に、バナト地方の大部分がルーマニア王国へ併合された。それでこの路線は1919年にルーマニア鉄道（Căile Ferate Române, CFR）により引き受けられた。
1960年代、共産政権は幹線鉄道の電化のために努めた。その時期に電力施設はブカレスト - ティミショアラ間およびブカレスト - アラド間と国境線に至る延長線に優先的に備えられた。この路線は例の二つの主要鉄道路線を連結するので、1975年9月15日に電化された。